# Mobilinux
Mobilinux – dystrybucja Linuksa przeznaczona na smartfony. Został on stworzony przez MontaVista Software 25 kwietnia 2005. Mobilinux jest oparty na open source i Otwartym standardzie, przeznaczony do zmaksymalizowania wykorzystania mocy baterii dla telefonów komórkowych. Ponad 35 milionów telefonów komórkowych i innych urządzeń przenośnych działa na Mobilinux, znacznie więcej niż w innych zastosowaniach komercyjnych